# Al-Bahdalijja
Al-Bahdalijja (arab. البحدلية) – miejscowość w Syrii, w muhafazie Damaszek. W 2004 roku liczyła 12 330 mieszkańców.